# قائمة الجوائز والترشيحات التي حصل عليها شرلوك
شرلوك برنامج جريمة ودراما بريطاني يعرض صورة معاصرة لأعمال السير آرثر كونان دويل للمحقق شرلوك هولمز.

## البافتا
| السنة | المستلم          | الجائزة             | النتيجة |
| ----- | ---------------- | ------------------- | ------- |
| 2011  | الموسم الأول     | أفضل سلسلة درامية   | فوز     |
| 2011  | الموسم الأول     | جائزة جماهير يوتيوب | رُشِّح     |
| 2011  | بيندكت كامبرباتش | أفضل ممثل           | رُشِّح     |
| 2011  | مارتن فريمان     | أفضل ممثل مساعد     | فوز     |
| 2012  | الموسم الثاني    | جائزة جماهير يوتيوب | رُشِّح     |
| 2012  | بيندكت كامبرباتش | أفضل ممثل           | رُشِّح     |
| 2012  | مارتن فريمان     | أفضل ممثل مساعد     | رُشِّح     |
| 2012  | أندرو سكوت       | أفضل ممثل مساعد     | فوز     |

## جائزة الأكاديمية البريطانية
| السنة | المستلم                                             | الجائزة     | النتيجة |
| ----- | --------------------------------------------------- | ----------- | ------- |
| 2011  | تشارلي فيلبس                                        | تحرير: خيال | فوز     |
| 2012  | ستيفن موفات                                         | كتابة       | فوز     |
| 2012  | تشارلي فيلبس                                        | تحرير: خيال | فوز     |
| 2012  | جون موني، جيريمي تشايلد، هوارد بارغروف، دوغ سنكلير. | صوت: خيال   | فوز     |

## البافتا ويلز
| السنة | المستلم            | الجائزة          | النتيجة |
| ----- | ------------------ | ---------------- | ------- |
| 2012  | شرلوك              | دراما تلفزية     | فوز     |
| 2011  | أوريس لين          | مخرج: خيال       | فوز     |
| 2012  | ستيف اويز          | مدير تصوير: خيال | فوز     |
| 2012  | آرويل وين جونز     | تصميم الإنتاج    | فوز     |
| 2012  | كلير بريتشارد جونز | التجميل والشعر   | فوز     |

## جائزة النقاد
| السنة | المستلم          | الجائزة                     | النتيجة |
| ----- | ---------------- | --------------------------- | ------- |
| 2012  | شرلوك            | أفضل فيلم/فيلم قصير         | فوز     |
| 2012  | بيندكت كامبرباتش | أفضل ممثل في فيلم/فيلم قصير | فوز     |
| 2012  | لارا بولفر       | أفضل ممثل في فيلم/فيلم قصير | رُشِّح     |

## جائزة جمعية نقاد التلفزيون
| السنة | المستلم | الجائزة                                        | النتيجة |
| ----- | ------- | ---------------------------------------------- | ------- |
| 2011  | شرلوك   | تحقيق مميز في الأفلام، الأفلام القصيرة والعروض | فوز     |
| 2012  | شرلوك   | تحقيق مميز في الأفلام، الأفلام القصيرة والعروض | رُشِّح     |

## مهرجان إدنبرة العالمي للتلفزيون
| السنة | المستلم       | الجائزة                   | النتيجة     |
| ----- | ------------- | ------------------------- | ----------- |
| 2011  | الموسم الأول  | جائزة أركيفا لأفضل برنامج | فوز         |
| 2012  | الموسم الثاني | جائزة أركيفا لأفضل برنامج | في الانتظار |

## جوائز الإيمي
| السنة | الجائزة                       | الفئة                                           | المترشح                  | النتيجة |
| ----- | ----------------------------- | ----------------------------------------------- | ------------------------ | ------- |
| 2011  | حفل التوزيع الثالث والستون    | كتابة مميز لسلسلة قصيرة، فيلم، أو مسرحية خاصة   | دراسة في اللون الوردي    | رُشِّح     |
| 2011  | حفل التوزيع الثالث والستون    | تعديل مميز بكاميرا واحدة لسلسلة قصيرة أو فيلم   | دراسة في اللون الوردي    | رُشِّح     |
| 2011  | حفل التوزيع الثالث والستون    | تأثيرات بصرية خاصة مميزة                        | دراسة في اللون الوردي    | رُشِّح     |
| 2011  | حفل التوزيع الثالث والستون    | تأليف موسيقي مميز لسلسلة قصيرة أو فيلم          | دراسة في اللون الوردي    | رُشِّح     |
| 2012  | حفل التوزيع الرابع والستون    | فيلم أو سلسلة قصيرة متميزة                      | فضيحة في بلجرافيا        | رُشِّح     |
| 2012  | حفل التوزيع الرابع والستون    | ممثل متألف في دور رئيسي لسلسلة قصيرة أو فيلم    | بيندكت كامبرباتش         | رُشِّح     |
| 2012  | حفل التوزيع الرابع والستون    | ممثل متألف في دور مساعد لسلسلة قصيرة أو فيلم    | مارتن فريمان             | رُشِّح     |
| 2012  | حفل التوزيع الرابع والستون    | إخراج مميز لسلسلة قصيرة أو فيلم أو مسرحية خاصة  | فضيحة في بجرافيا         | رُشِّح     |
| 2012  | حفل التوزيع الرابع والستون    | كتابة مميزة لسلسلة قصيرة أو فيلم أو مسرحية خاصة | فضيحة في بلجرافيا        | رُشِّح     |
| 2012  | جوائز الإيمي للفنون الإبداعية | طاقم تمثيل مميز لسلسلة قصيرة أو فيلم            | فضيحة في بلجرافيا        | رُشِّح     |
| 2012  | جوائز الإيمي للفنون الإبداعية | تصوير سينمائي مميز لسلسلة خاصة أو فيلم          | فضيحة في بلجرافيا        | رُشِّح     |
| 2012  | جوائز الإيمي للفنون الإبداعية | إخراج فني مميز لسلسلة خاصة أو فيلم              | فضيحة في بلجرافيا        | رُشِّح     |
| 2012  | جوائز الإيمي للفنون الإبداعية | تعديل مميز بكاميرا واحدة لسلسلة قصيرة أو فيلم   | فضيحة في بلجرافيا        | رُشِّح     |
| 2012  | جوائز الإيمي للفنون الإبداعية | أزياء مميزة لسلسلة قصيرة أو فيلم                | فضيحة في بلجرافيا        | رُشِّح     |
| 2012  | جوائز الإيمي للفنون الإبداعية | دمج صوتي مميز لسلسلة قصيرة أو فيلم              | فضيحة في بلجرافيا        | رُشِّح     |
| 2012  | جوائز الإيمي للفنون الإبداعية | تعديل صوتي مميز لسلسلة قصيرة أو فيلم            | فضيحة في بلجرافيا        | رُشِّح     |
| 2012  | جوائز الإيمي للفنون الإبداعية | تأليف موسيقي مميز لسلسلة قصيرة أو فيلم          | "A Scandal in Belgravia" | رُشِّح     |

## جائزة غولدن غلوب
| السنة | الجائزة                              | الفئة                            | المترشح          | النتيجة |
| ----- | ------------------------------------ | -------------------------------- | ---------------- | ------- |
| 2013  | حفل توزيع جوائز الغولدن غلوب السبعون | أفضل ممثل في سلسلة قصيرة أو فيلم | بيندكت كامبرباتش | رُشِّح     |

## جائزة ساوث بانك سكاي للفن
| السنة | المستلم | الجائزة              | النتيجة |
| ----- | ------- | -------------------- | ------- |
| 2012  | شرلوك   | أفضل دراما تلفزيونية | فوز     |